# Bieżnikowanie opon
Bieżnikowanie opon (lub po prostu bieżnikowanie) - proces przedłużający żywotność opony polegający na nałożeniu nowego bieżnika w miejsce zużytego. Opony bieżnikowane nazywa się także regenerowanymi.
Obecnie stosuje się powszechnie dwie metody bieżnikowania:
- bieżnikowanie na gorąco - opona po usunięciu starego bieżnika jest obkładana pasem nowej gumy, a następnie umieszczana w specjalnej formie, która utrwala nowy kształt i głębokość bieżnika w procesie wulkanizacji
- bieżnikowanie na zimno - oponę bez bieżnika łączy się z nową, gotową warstwą bieżnika przygotowaną wcześniej

Cały proces jest nadzorowany przez komputery. Każda regenerowana opona musi przejść dokładną kontrolę jakości zanim zostanie ponownie dopuszczona do użytku. 